# 9119 Georgpeuerbach
9119 Georgpeuerbach este un asteroid din centura principală de asteroizi.

## Descriere
9119 Georgpeuerbach este un asteroid din centura principală de asteroizi. A fost descoperit pe 18 februarie 1998 la Linz la Observatorul Meyer-Obermair. Asteroidul prezintă o orbită caracterizată de o semiaxă mare de 3,05 ua, o excentricitate de 0,10 și o înclinație de 0,9° în raport cu ecliptica.